# Joe Masteroff
Joe Masteroff (Philadelphia, 11 de diciembre de 1919 – 28 de septiembre de 2018) fue un dramaturgo estadounidense.

## Biografía
Masteroff nació en el seno de una familia judía. Se graduó en la Universidad del Temple antes de alistarse al ejército durante la Segunda Guerra Mundial.
Entre 1949 y 1951, estudió en la American Theatre Wing y comenzó su carrera como actor, haciendo su debut en Broadway con The Prescott Proposals en 1953. En enero de 1959, Masteroff estrenó su primera obra The Warm Peninsula, estrenada en el Hayes Theater de Broadway con la que llegó a hacer gira en todo Estados Unidos. Su primer reparto estaba compuesto por Julie Harris, June Havoc, Farley Granger y Larry Hagman en los papeles principales.
En 1963, escribió el libreto para el musical de Sheldon Harnick-Jerry Bock She Loves Me, con el que ganó la nominación a los Premios Tony al mejor autor para un musical. El musical, dirigido por Hal Prince, tuvo 301 representaciones.
Tres años después, cuando Hal Prince consiguió los derechos de la obra de John Van Druten I Am a Camera y The Berlin Stories de Christopher Isherwood, descartó el libro para una adaptación musical ya escrita por Sandy Wilson y contrató a Masteroff para que creara el suyo propio. Con letras y músico de Kander and Ebb, esta obra que se llamó Cabaret se estrenó en Broadway en noviembre de 1966. Estuvo en cartelera durante 1,165 representaciones y ganó el Premio Tony al mejor musical.
Su siguiente proyecto en Broadway fue 70, Girls, 70 que tuvo menos éxito, cerrando un mes después de su inauguración en abril de 1971. La música y la letra fueron de Kander y Ebb.
Masteroff escribió el libreto para la adaptación de ópera en la obra Desire Under the Elms de Eugene O'Neill. Escribió el libreto y la letra para los musicales Six Wives (Off-Broadway, 1992) y Paramour o The Waltz of the Toreadors (Old Globe Theater, San Diego, 1998).